# Leopold Kuwasseg
Pour les articles homonymes, voir Kuwasseg.
Leopold Kuwasseg, né le 18 octobre 1804 à Trieste (Empire d'Autriche) et mort le 6 mars 1862 à Graz (Autriche), est un artiste peintre et lithographe autrichien.

## Biographie
Fils d’un marchand, il est membre d’une fratrie d'artistes peintres, tous spécialistes du paysage. Frère benjamin de Josef et Karl Joseph Kuwasseg, il est aussi l’oncle de Charles Euphrasie Kuwasseg.
Il accomplit une carrière administrative au sein des services de construction, qu’il achève au poste d’inspecteur du château de Graz.
En parallèle, Leopold Kuwasseg poursuit une œuvre d’artiste. On lui connaît une production de miniaturiste en portraits et de graveur lithographe. Il est notamment l'auteur d'une série de vues gravées de la ville de Graz. Il était aussi réputé pour son talent comme peintre de fleurs, caractérisé par la pureté de l’exécution et la fraicheur des coloris.